# Heriaeus buffoni
Heriaeus buffoni (лат.) — вид пауков семейства Пауки-бокоходы (Thomisidae). Встречается в Израиле и Северной Африке. Тело самцов желтоватое или белое. Длина тела самок 5,9 мм; длина просомы самок 2,2 мм, ширина 2,2 мм. Длина просомы самцов от 2,0 до 2,3 мм, ширина от 1,9 до 2,2 мм. Эпигинум самки плоский с капюшоном в виде мембранных складок с обеих сторон. Эпигинная бороздка мелкая. Заметные копулятивные отверстия, расположены в задней части эпигинальной пластинки.
Педипальпы самцов с отчетливыми вентральными и ретролатеральными апофизами. Вершина эмболюса крупная. Первые две пары ног развернуты передними поверхностями вверх, заметно длиннее ног третьей и четвёртой пар. Паутину не плетут, жертву ловят своими видоизменёнными передними ногами.